# Сіваєва Анастасія Сергіївна
Анастасія Сергіївна Сіваєва(10 листопада 1991, Москва,СРСР) — російська акторка.

## Телебачення
- Найрозумніший (2009)
- Татусеві доньки (2007-2010)
- Остання хвилина (2010)
- Україна сльозам не вірить (2010)
- 6 кадрів (2010)
- Битва націй (2011)
- Comedy Club (2011, 2012)